# Heilig Hartbeeld (Reeuwijk-Dorp)
Het Heilig Hartbeeld is een standbeeld in het Nederlandse Reeuwijk-Dorp, in de provincie Zuid-Holland.

## Achtergrond
Het zandstenen Heilig Hartbeeld werd gemaakt door Herman Walstra en in 1933 geplaatst bij de RK-kerk H.H. Petrus en Paulus. Het was een geschenk van 'wonderdokter' Leen van der Werf (1881-1945).

## Beschrijving
Het beeld toont een staande Christusfiguur, gekleed als Christus Koning. Hij draagt een kroon en is omhangen met een mantel. Hij houdt zijn beide doorboorde handen zegenend gespreid. Op zijn borst is het vlammende Heilig Hart zichtbaar. Een plaquette op de sokkel vermeldt de tekst: 

ALLERHEILIGSTE HART VAN JESUS BESCHERM ONS HUISGEZIN

## Waardering
Het beeldhouwwerk is in 1998 als rijksmonument in het monumentenregister ingeschreven, het "is cultuurhistorisch van algemeen belang als uitdrukking van het rijke Rooms-katholieke leven tijdens de bouwtijd. In stedebouwkundig opzicht is het beeld van algemeen belang vanwege de beeldbepalende situering in Reeuwijk-dorp en de functionele en ruimtelijke relatie met de overige onderdelen van het kerkcomplex."